# 陶赖昭站
陶赖昭站位于中国吉林省松原市扶余市陶赖昭镇，于1904年启用，为沈阳铁路局管辖的三等站。经过铁路有京哈铁路及陶榆铁路。

## 使用情况
陶赖昭站是京哈铁路及陶舒铁路的车站。日均办理旅客列车约10列，包括各类旅客列车。

## 历史
- 1904年：陶赖昭站建成启用。